# Guadix (stacja kolejowa)
Guadix (hiszp. Estación de Guadix) – stacja kolejowa w miejscowości Guadix, w prowincji Grenada we wspólnocie autonomicznej Andaluzja, w Hiszpanii. Stacja obsługuje pociągi długiego i średniego dystansu. Posiada również zaplecze towarowe.

## Położenie
Stacja znajduje się w km 151 linii Linares Baeza – Almería, na wysokości 931 m n.p.m., pomiędzy stacjami Benalúa i Fiñana.

## Historia
Kolej przybyła do Guadix w 1895 roku, wraz z linią łączącą Linares Baeza i Almeríę. Projekt budowy linii pomiędzy Grenadą i Murcją wykonało Ferrocarril del Almanzora. Druga linia została ostatecznie otwarty w 1907 roku, zwracając się do stacji węzła kolejowego.

## Linie kolejowe
- Alcázar de San Juan – Cádiz